# Aphelinidae
Aphelinidae vormen een familie van insecten die behoren tot de orde van de vliesvleugeligen (Hymenoptera). Het zijn parasitaire wespen. De larven van de meeste soorten zijn parasitoïden van halfvleugeligen (Hemiptera), zoals bladluizen. Bepaalde soorten kunnen ingezet worden voor de biologische bestrijding van schadelijke halfvleugeligen.

## Taxonomie
De volgende geslachten zijn bij de familie ingedeeld:
- Allomymar  Kieffer,1913
- Aphelinus  Dalman,1820
- Aphytis  Howard,1900
- Bardylis  Howard,1907
- Botryoideclava  SubbaRao,1980
- Cales  Howard,1907
- Centrodora  Förster,1878
- Coccobius  Ratzeburg,1852
- Coccophagoides  Girault,1915
- Coccophagus  Westwood,1833
- Diaspiniphagus  Silvestri,1927
- Dirphys  Howard,1914
- Encarsia  Förster,1878
- Eretmocerus  Haldeman,1850
- Eriaphytis  Hayat,1972
- Eutrichosomella  Girault,1915
- Hirtaphelinus  Hayat,1983
- Idiococcobius  Hayat,2010
- Lounsburyia  Compere & Annecke,1961
- Marietta  Motschulsky,1863
- Marlattiella  Howard,1907
- Mashimaro  Kim & Heraty,2012
- Metanthemus  Girault,1928
- Neophytis  Kim & Heraty,2012
- Oenrobia  Hayat,1995
- Paraphytis  Compere,1925
- Proaphelinoides  Girault,1917
- Prophyscus  DeSantis,1940
- Protaphelinus  Mackauer,1972
- Pteroptrix  Westwood,1833
- Punkaphytis  Kim & Heraty,2012
- Saengella  Kim & Heraty,2012
- Samariola  Hayat,1983
- Timberlakiella  Compere,1936
- Verekia  Risbec,1954

## In Nederland waargenomen soorten
- Genus: Aphelinus
  - Aphelinus abdominalis
  - Aphelinus annulipes
  - Aphelinus asychis
  - Aphelinus chaonia
  - Aphelinus daucicola
  - Aphelinus flaviventris
  - Aphelinus humilis
  - Aphelinus mali
  - Aphelinus subflavescens
  - Aphelinus varipes
- Genus: Aphytis
  - Aphytis diaspidis
- Genus: Centrodora
  - Centrodora amoena
  - Centrodora livens
- Genus: Coccophagus
  - Coccophagus lycimnia
  - Coccophagus obscurus
- Genus: Encarsia
  - Encarsia berlesei
  - Encarsia citrina
  - Encarsia formosa
  - Encarsia inaron
  - Encarsia tricolor
- Genus: Eretmocerus
  - Eretmocerus eremicus
- Genus: Marietta
  - Marietta picta